# Bursera shaferi
Bursera shaferi là một loài thực vật có hoa trong họ Burseraceae. Loài này được (Britton & P.Wilson) Urb. mô tả khoa học đầu tiên năm 1926.